# Eugene (personnalité)
Dans ce nom coréen, le nom de famille, Kim, précède le nom personnel.
Pour les articles homonymes, voir Eugene.
Kim Yoo-jin (hangul: 김유진), connue sous son nom de scène, Eugene (hangul: 유진), née le 3 mars 1981 à Séoul, est une chanteuse et actrice sud-coréenne, ancien membre du girl group SES.

## Biographie

### Jeunesse et études
Kim Yoo-jin est née le 3 mars 1981 à Séoul en Corée du Sud. Elle a été voisine avec l'animateur de télévision sud-coréen Yoo Se-yoon pendant son enfance. Elle a fréquenté l'école primaire Sangsu à Séoul, où elle venait d'ouvrir à l'époque, en 1988 jusqu'à ce qu'elle émigre à Guam. 
Sur la suggestion de son grand-père, sa famille décide d'immigrer sur l'île de Guam avec sa sœur cadette, Kim Yoo-kyung après que ses parents, propriétaires d'un petit restaurant de poulet, aient connu des difficultés financières. Elle quitte son établissement  sans terminer le premier semestre de la cinquième année. Elle fréquente le collège Agueda I. Johnston de septembre 1992 à juin 1995, puis le lycée John F. Kennedy High School dont elle en sort diplômée en 1995. 
Elle retourne en 1997 en Corée du Sud où elle poursuit ses études secondaires à Korea Kent Foreign School avec Shoo. Elle est diplômée en juin 1999. 
En 2002, elle entre à l'université de Corée malgré l'encontre de problèmes imprévus pour son admission. Elle étudie dans le département de sociologie.

### Carrière musicale et cinématographique

#### 1997–2002:SES
Kim Yoo-jin a été repéré en 1997 par un recruteur venu à Guam pour le tournage d’un clip musical de H.O.T. et a été recrutée après avoir envoyé une vidéo pour son audition. Alors que Bada, Shoo et Eugene avaient déjà été confirmées parmi les 8 dernières candidates, Lee Soo-man a finalement suivi l’avis de Bada pour que le groupe ne reste qu’un trio. Leur profil correspondait aux ambitions de Lee Soo-man puisque Bada était coréenne et que Shoo et Eugene pouvaient mettre à profit leurs années passées à Guam et au Japon pour toucher un public anglophone et japonais.

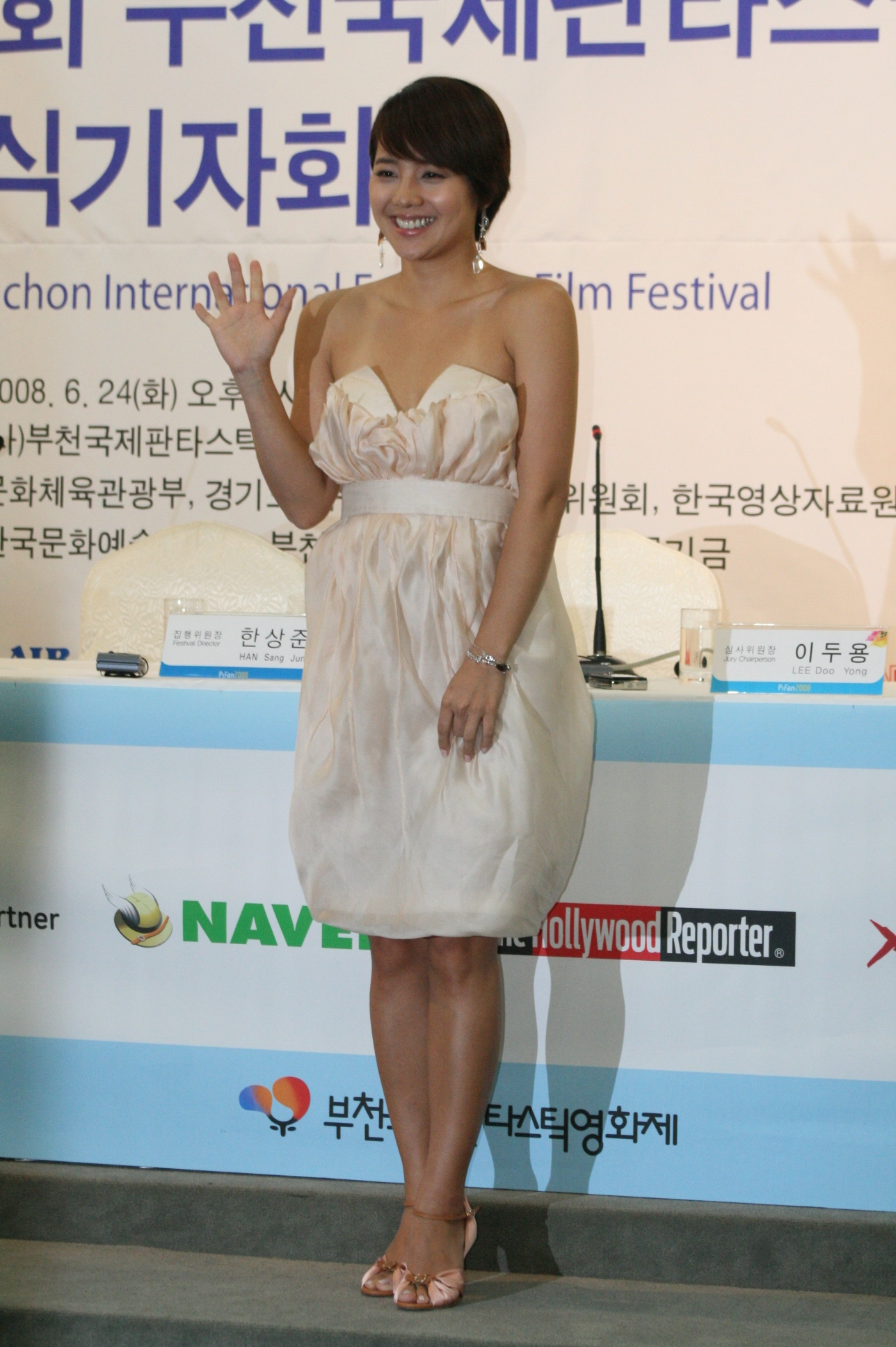
Eugene au festival international du film fantastique de Puchon en 2008.

Après avoir passé une audition, elle débute dans le girl group SES avec Shoo et Bada en faisant leurs apparitions dans l'émission musicale 100% Charge. La même année, le groupe sort leur premier album et commence sa promotion en novembre. Leurs deux premiers singles I'm your girl collaboré avec Eric Mun et Andy Lee et Oh ! My love deviennent des grands succès en Corée. En 1998, le groupe sort leur second album Sea, Eugene & Shoo avec deux singles à succès Dream come true et 너를 사랑해 (I Love You). Elles sortent après un album en japonais intitulé Meguriau Sekai mais les ventes de cet album furent décevantes.
En 2002, le groupe sort leur cinquième album Choose My Life-U et sort après leur dernier album Friend. En décembre, après cet album, SM Entertainment annonce officiellement la séparation du groupe.  A l’époque, plusieurs rumeurs avaient été évoquées sur cette décision, notamment en rejetant la faute sur Eugene disant qu’elle ne souhaitait pas renouveler son contrat avec l’agence pour se consacrer à une carrière d’actrice.  Néanmoins, les trois membres du groupe ont toujours offert la même explication au cours de différentes interviews. Eugene et Bada se consacre à leur carrière solo. Shoo les suit seulement en 2006 mais ne se lance pas dans une carrière solo mais joue dans des comédies musicales. Le groupe représente comme la première génération des groupes féminins de K-Pop tout comme Fin.K.L.

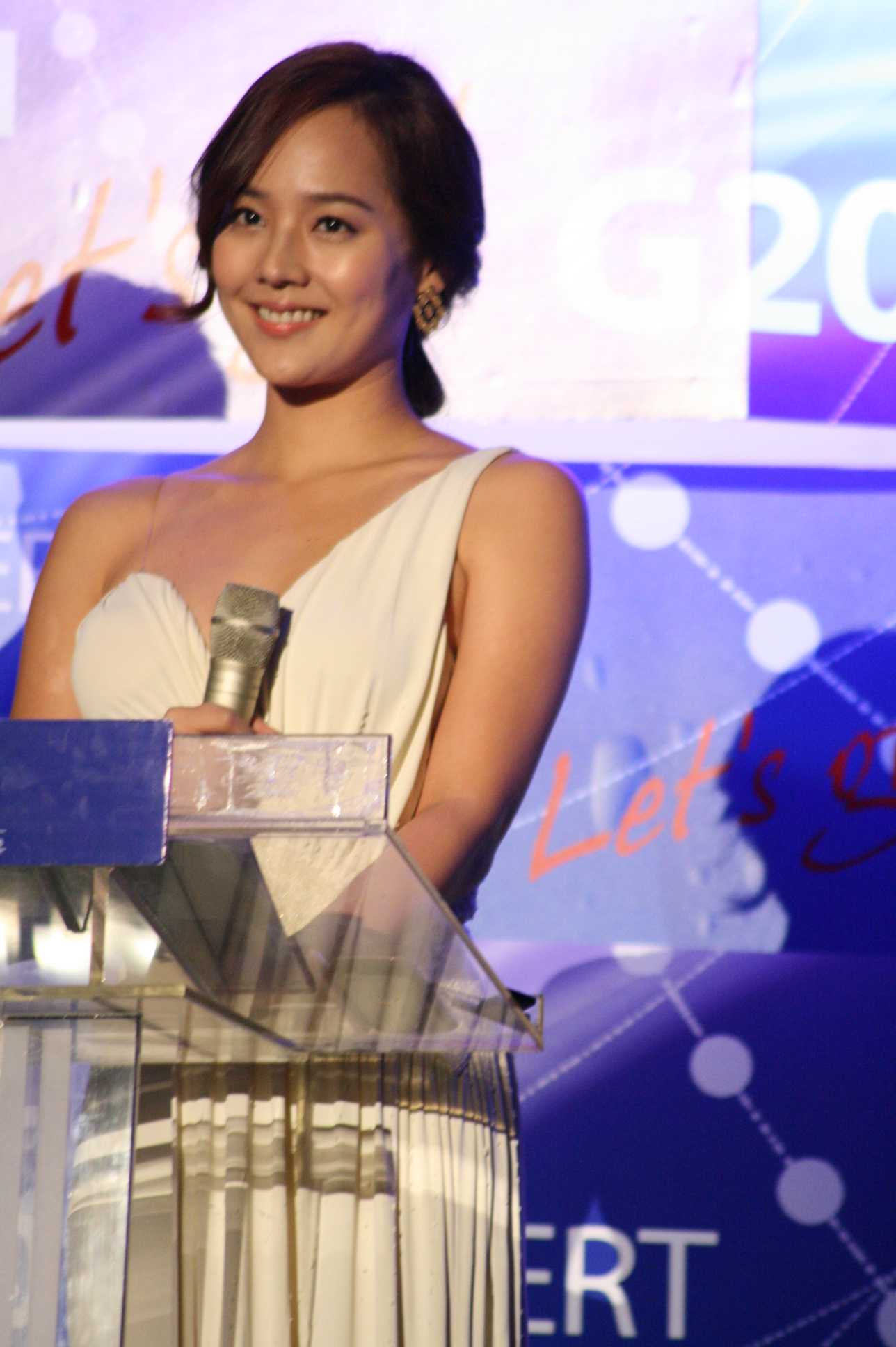
Eugene à l'Asia Song Festival en 2010.

En 2013, lors du talk-show Golden Fishery, l'animateur de télévision Kang Ho-dong lui a posé la question si elle avait quitté le groupe à cause de l'argent. Elle a expliqué qu'elle, Bada, Shoo voulaient renouveler le contrat mais SM Entertainment voulait les faire signer individuellement. Si cette décision n'avait pas eu lieu, elles n'auraient pas dissous le groupe et auraient continué à promouvoir au sein du groupe.
En 2014, alors que Bada et Shoo font retour particulier dans l'épisode 410 de l'émission Infinite Challenge où elles chantent deux chansons I'm Your Girl et I Love You avec Seohyun, membre du girl group Girls' Generation, Eugene, par contre, n'a pas su les rejoindre en raison de sa grossesse.

#### Solo et cinéma
Après la séparation du groupe SES, Eugene se lance dans une carrière solo et commence sa carrière d'actrice avec la série télévisée Loving You en 2002. En 2003, elle sort son premier album My True Style avec le single The Best. L'album s'est venu à 65 000 exemplaires. En 2004, elle sort son second album 810303 se vendant à 19 000 exemplaires avec un single très réussi Windy. La même année, elle joue le rôle de Ji Eun-soo, une femme dont tombe amoureux, Kang Hyun-woo, héritier d'un conglomérat coréen dans la série Save the Last Dance for Me. En 2005, elle joue dans la série Wonderful Life et interprète le rôle de Jung Se-jin, une jeune femme qui rencontre Han Seung-wan dans un aéroport et échange involontairement leurs passeports à la suite d'une bousculade. En 2006, Kim Yoo-jin joue dans le rôle de Yeo Bong-soon dans la série Love Truly avec les deux acteurs principaux, Lee Min-ki et Ryu Jin.
En 2007, Kim Yoo-jin interprète le rôle de Park Eun-ho, une instructrice de parapente tombe amoureuse de Hwang Ki-baek, chirurgien et tente d'obtenir l'approbation de leurs parents respectifs dans le film Unstoppable Marriage.
Elle a été élue ambassadrice de la 12e édition du festival international du film fantastique de Puchon le 12 juin 2008. Elle a été choisie par le comité d'organisation de cette année. 

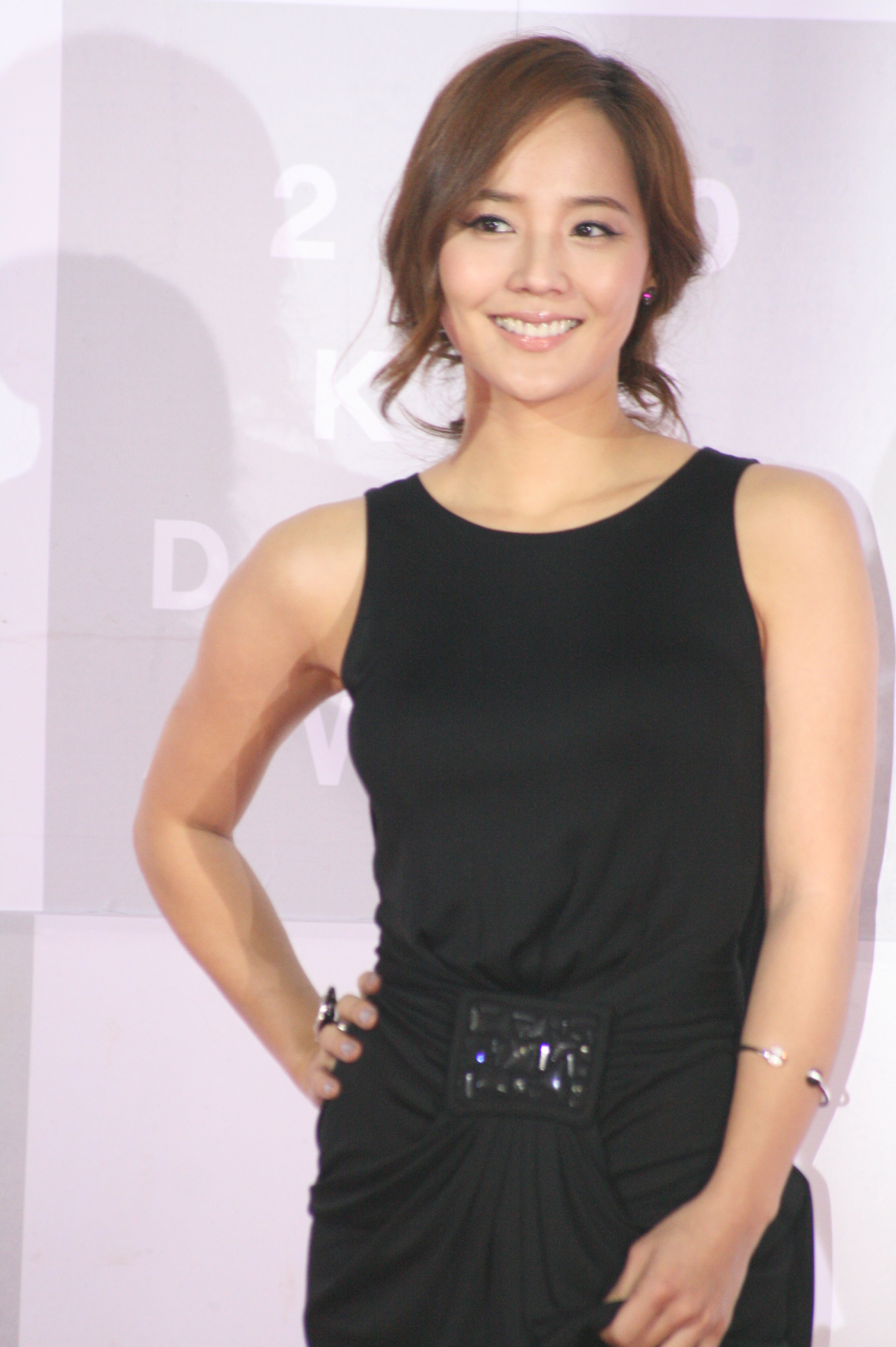
Eugene aux KBS Drama Awards en décembre 2010.

Elle interprète le rôle de Shin Yoo-kyung, une jeune femme anciennement victime de la violence de son père et amie de Kim Takgu et de Gu Jakyung, la sœur de Gu Majun dans la série télévisée à succès King of Baking, Kim Takgu en 2010. Elle joue aux côtés de Yoon Shi-yoon, Lee Young-ah et Joo Won.
Elle abandonne l'année suivante le projet de tourner dans la série télévisée Color of Woman après que sa sœur cadette Kim Yoo-kyung a été victime d'un accident de voiture à Guam ; cette dernière souffrait de contusions sur tout le corps et a eu trois vertèbres fracturées. Eugene a été si terriblement secouée par la nouvelle qu'elle a décidé qu'elle ne serait pas en mesure de se concentrer sur la série télévisée en raison de l'accident,. Elle est remplacée par l'actrice sud-coréenne Yoon So-yi pour son rôle principal, Byun So-ra.
En 2012, Eugene apparait en caméo dans la série télévisée Ohlala Couple dans le rôle de Min-young. Le 20 septembre 2012, elle est choisie comme maitre de cérémonie de la troisième saison de The Great Birth pour sa grande expérience de la scène et de fournir des conseils aux concurrents de l'émission.
Elle incarne en 2014 à la télévision le rôle de Yoon Jung-wan dans la série télévisée romantique Can We Love?, basée sur le roman Mother Needs a Man de Han Kyung-hye. La série est considérée comme la version coréenne de la série américaine Desperate Housewives.
En 2015, elle annonce son retour dans la série télévisée All About My Mom, quatre mois après son accouchement de son premier enfant. Elle incarne le rôle de Lee Jin-ae, une mère qui rêve d'échapper à sa famille. Elle est réunie pour la deuxième fois avec Lee Gun-joon, producteur de la série télévisée Loving You où elle a commencé sa carrière d'actrice en 2002. En 2021, elle joue dans la très célèbre série The Penthouse qui a été un énorme succès en corée et également mondialement.

### Vie privée
Le 11 mai 2011, Kim Yoo-jin annonce sur son fansite, son mariage avec l'acteur sud-coréen Ki Tae-young, son partenaire dans la série télévisée Creating Destiny avec qui elle a entamé une relation depuis un an et demi. Le 23 juillet 2011, elle se marie avec Ki Tae-young dans l'église centrale de Séoul à Anyang, Gyeonggi-do. Lors de son mariage, Shoo et Bada étaient présentes.
En 2014, après le naufrage du ferry Sewol, les fans d'Eugene ont commencé à supposer son appartenance à l'Église baptiste évangélique de Corée (Secte du Salut). Elle a éclairci les rumeurs dont elle a été l'objet qu'elle n'était pas croyante de cette secte, mais de l’Église baptiste du christianisme coréen qui s'est séparée de l'Église il y a 32 ans. Le public avait déjà fait des critiques similaires à Park Jin-young.
Elle donne naissance à leur premier enfant, une fille prénommée Ro-hee le 12 avril 2015 après avoir annoncé sa grossesse en octobre 2014. Sa fille est née à Guam au domicile des parents d'Eugene,.

## Filmographie

### Cinéma
- 2007 : Unstoppable Marriage (못말리는 결혼) de Kim Seong-wook : Park Eun-ho
- 2008 : Heartbreak Library (그 남자 의 책 198 쪽) de Kim Jung-kwon : Jo Eun-soo
- 2008 : Romantic Island (로맨틱 아일랜드) de Kang Chul-woo : Yoo Ga-young
- 2009 : Yoga Hakwon (요가학원) de Yoon Jae-yeon : Hyo-jung
- 2013 : Tattoo: Engraving and Gone (타투: 새기고 사라지다) de Han Sang-hee : Mademoiselle P.
- 2020 : Paper Flower (종이꽃) de Koh Hoon : Go Eun-sook

### Télévision

#### Séries télévisées
- 2002 : Loving You (러빙 유) : Jin Da-rae
- 2004 : Save the Last Dance for Me (마지막 춤은 나와 함께) : Ji Eun-soo
- 2005 : Wonderful Life (원더풀 라이프) : Jung Se-jin
- 2006 : I Really Really Like You (진짜 진짜 좋아해) : Yeo Bong-soon
- 2008 : One Mom and Three Dads (아빠셋 엄마하나) : Song Na-young
- 2009 : Creating Destiny (인연 만들기) : Han Sang-eun
- 2010 : King of Baking, Kim Takgu (제빵왕 김탁구) : Shin Yoo-kyung
- 2012 : Ohlala Couple (울 랄라 부부) : Min-young (caméo, épisode 2)
- 2013 : A Hundred Year Legacy (백년 의 유산) : Min Chae-won
- 2014 : Can We Love? (우리 가 사랑할 수 있을까) : Yoon Jung-wan
- 2015 : All About My Mom (부탁해요, 엄마) : Lee Jin-ae
- 2020-2021 :  The Penthouse: War in Life (펜트하우스) : Oh Yoon Hee (saison 1 à 3)

#### Téléfilms
- 2002 : Happy Birthday  (해피 버스데이) : Jiwon (2 parties)
- 2011 : Princess Hwapyung's Weight Loss (평 공주 체중 감량 사) : Princesse Hwapyung

## Discographie

### Collaborations
| Année | Single | Album promu       |
| ----- | --- | ----------------- |
| 2006  | 한달이나.. (feat. Oh Jong-hyuk) | OJ Issue          |
| 2006  | He Didn't Fall In Love With You (그 앤 너 에게 반 하지 않았어) (feat. Kan Mi Youn, Shoo, Yachaepa, Park Jang-geun, Sim Jae-hee et Lena) | Refreshing        |
| 2009  | Make Me Smile (feat. Ahn Jae-wook) | Life For Love     |
| 2009  | 나요 ... (feat. Bada) | See the Sea       |
| 2010  | With Me (feat. Bada et Shoo) | Devote One's Love |
| 2010  | Love Latte (feat. Kim Woo-jim) | Love Latte        |

### Musique de films et de séries télévisées
| Date | Titre                                    | Titre original        | Chansons                                           |
| ---- | ---------------------------------------- | --------------------- | -------------------------------------------------- |
| 2004 | Save the Last Dance for Me               | 마지막 춤은 나와 함께 | My Dream                                           |
| 2006 | I Really Really Like You                 | 진짜 진짜 좋아해      | Like a Candy Really Really Like You (Rock version) |
| 2008 | Romantic Island Christmas Story (single) | 로맨틱 아일랜드       | Romantic Christmas (feat. Lee Sun-kyun)            |
| 2008 | Romantic Island                          | 로맨틱 아일랜드       | Plastic Syndrome Travel Memories                   |

## Clips musicaux
- 2001 - Agape (지애) de Yoo Young-jin
- 2002 - 헤어지기 전 de Black Beat
- 2002 - Tidings (기별) de Park Yong-ha
- 2003 - Wandering With the Moon (跟著月亮慢慢走) de Tension
- 2004 - Find the Way (파인드 더 웨이) de Bada
- 2007 - HIT (히트) de Supernova
- 2010 - Never Ending Story (너에게 물들어간다) de Lee Seung-chul

## Publications

### Ouvrages
- Eugene's Beauty Secrets (Korean Edition) (유진's 뷰티 시크릿), éd. Si Deupeyipeo, 2009  (ISBN 978-8993976083).
- Eugene's Get It Beauty (Korean Edition) (유진’s 겟 잇 뷰티), éd. Home, 2011  (ISBN 978-8996497387).
- Eugenes Beauty Recipe Beauty Recipe (Korean Edition) (유진's 뷰티 레시피), éd. Home, 2013  (ISBN 978-8997148288).

### Traductions
- The Night World, Mordicai Gerstein [밤의 세계, traduction de l'anglais (États-Unis) en coréen par Eugene], ill. de Mordicai Gerstein, éd.파랑새, 2017   (ISBN 978-8961557306).

## Récompenses
- Korea Best Dresser Awards 1999: La mieux habillée, catégorie chanteur féminin
- KBS Drama Awards 2002: Prix de popularité, Loving You
- Korea Visual Arts Festival 2004: Photogenic Award, catégorie Chanteur
- SBS Drama Awards 2004: Prix de la nouvelle star, Save the Last Dance for Me
- 6e Mnet KM Music Festival 2005: Choix du PD : Prix spécial
- KBS Drama Awards 2010: Prix d'excellence, Actrice dans une série dramatique, King of Baking, Kim Takgu
- KBS Drama Awards 2011: Prix d'excellence, Actrice dans un drama en un acte spécial, Princess Hwapyung's Weight Loss

### Source de la traduction
- (en) Cet article est partiellement ou en totalité issu de l’article de Wikipédia en anglais intitulé « Eugene (actress) » (voir la liste des auteurs).